# 星野天知
星野 天知（ほしの てんち、文久2年1月10日（1862年2月8日） - 昭和25年（1950年）9月17日）は、明治期の作家、教育家、武道家、のち書道家。文学界を主宰し、天為、暗光、破蓮などの筆名も使った。廃刊後文学から遠ざかり、書道に精進した。

## 生涯
江戸日本橋本町四丁目（現在の東京都中央区日本橋本町）角にあった砂糖問屋『伊勢源』の主、星野清左衛門の次男に生まれた。本名新之助。1872年に慎之輔と改めた。
1867年（慶応3年）（6歳）から、寺子屋や塾で書道・漢籍・英語などを習い、1873年、通っていた『幼童学所』が常盤小学校に変わってその第6級生になった。1876年、東京女子師範学校附属上等小学校（現在のお茶の水女子大学附属中学校）を了え、家業見習いのため進学を諦め、見習うかたわら、塾へ通い、武術に親しんだ。その頃の雑誌『月とスッポンチ』、『親釜集』に戯文や狂歌を寄せた。1883年（21歳）、柔術と剣法の免状を得た。
1886年（明治19年）（24歳）、駒場農学校（後の農科大学、さらに後の東京帝国大学農学部）に入学し、薬草学を専攻した（生家の『伊勢源』は、もと薬種問屋だった）。翌年カルヴァン派日本基督教会日本橋教会で、町内の平田禿木らと一緒に受洗した。1889年、駒場農学校を卒業した。在学中、1歳下の巌本善治と知り合い、彼の明治女学校と女学雑誌社の経営につき、助言していた。卒業の年から、明治女学校で武道・心理学・東洋哲学・漢文などを教えた。
1890年、女学雑誌社が創刊した『女学生』誌の主筆となった。キリスト教系の18の女学校の生徒から、投稿を募る雑誌だった。修身訓話と文学奨励とを毎号に書き、投稿が少ないときは、平田禿木・北村透谷、島崎藤村らの作も載せた。
1892年鎌倉建長寺に参禅し『天為居士』の名を貰った。6月、女学雑誌が文芸の白表紙と女性向けの赤表紙とに別れた前者を、担当した。その暮『女学生』を廃刊し、翌年1月、文学界を創刊した。この廃・創刊には、北村ら浪漫派の作品が巌本イズムと馴染まなくなったという事情があった。天知は『文学界』の編集人・金主になり、次弟の男三郎（夕軒、夕影）に手伝わせた。禿木、藤村、戸川秋骨らの同人は、10歳前後年少だった。この頃、編集の実力者平田禿木が天知の妹ゆうを恋うたが、家格を理由に星野家側が乗らなかったという。
1892年（明治25年）（30歳）、鎌倉笹目ヶ谷に家を建てて住み、『伊勢源』の家督を男三郎に譲り、翌年武芸道場を開いた。薬草の効用を『植物応用編』の著で説いた。1894年に明治女学校を退職した。5月に自殺した北村透谷の法要を営み、藤村・禿木編集の『透谷集』を文学界雑誌社から刊行した。その後、1902年博文館版、1914年松栄堂書店版の『透谷全集』の編集者として、天知の名が見える。
1893年3月、平田禿木が一葉を訪ね、『雪の日』を文学界の3月号に載せた。天知も竜泉寺と本郷へ人力車を二度走らせたが、禿木・秋骨・孤蝶らが『一葉サロン』に入り浸るのは好かなかった。たけくらべが、1895年1月号から翌年1月号の文学界に連載された。それに関する天知の書簡が残る。
1895年、松井万と結婚し、笹目ヶ谷に住んだ。明治女学校時代の教え子だった。万は、夫の創作活動を好まなかった。1896年2月の『熊に喰はれた男』で廃刊を仄めかした。1898年1月、文学界は終刊号を出した。
終刊後は創作から遠ざかった。『新しい文学を創造する資質には恵まれていなかった』、『「文学界」指導者には位置し得ても、浪漫主義の主唱者にはなり得なかった』、などの指摘もある。
1900年（明治33年）（39歳）、親から貰い16年かけて拓いた千葉県の農園を整理した。
1904年、開校した鎌倉女学校の副校長になったが、翌年辞して書道に励み、また、武道の柳生心眼流八世を襲名した。1908年、書道の『大師流』を発表し、その研究所を開いた。
1923年の関東大震災で笹目ヶ谷の自宅が一部損壊した為、その修復作業が完了するまでの間、姻戚の高浜虚子家と共に西下して、長女の婚家を頼った。次いで芦屋市大原町に居所を構え、そこで書道の教授を続けた。1938年、回想録『黙歩七十年』を刊行した。1948年、カトリックの洗礼を受け、1950年、老衰のため自宅で没した。

## おもな文業

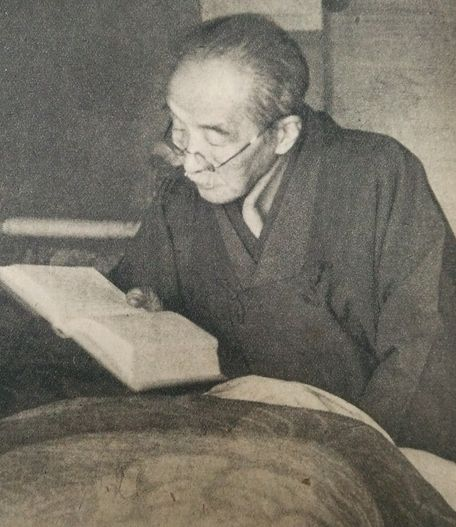
1948年

### 雑誌への掲載
各行末のたとえば（1891.3）は、1891年3月発行の意。
- 女学雑誌：『人生の別離』（1891.3）。『老子を読む』（1892.4）。『俠客論』（1892.6）。『裏面の楠公』（1892.7）。『沢庵禅師を観る』（1892.7）。『文覚上人の本領』（1892.9）。『徒然草に兼行を聞く』（1892.10）。
- 女学生：『加藤清正の真気』（1891.12）。『一休和尚』（1892.8）。『怪しき木像』（1892.8）
- 文学界：『文学界 (明治)』のページの、掲載稿（抄）に記載されている。
- 『のろひの木』、国民之友（1896.1）
- 『おんぶりこ往生』、太陽（1896.11）
- 『野くさ』、少年世界（1897.9）

### 単行本
- 『植物応用編』、丸善書房（1893）
- 『昆虫植物金石採集法』、女学雑誌社（1890）
- 『応用植物論』、女学雑誌社（1893）
- 『文学雑著破蓮集』、矢島誠進堂（1900）
- 『山菅』、文友館（1902）
- 『新式速成書法講義』、報知社出版部（1908）
- 『新式女子書簡習字』、博文館（1913）
- 『黙歩七十年』、聖文閣（1938）→ 日本図書センター 明治大正文学回想集成9（1983）

没後
- 『文学者の日記4 星野天知自叙伝』、博文館新社 日本近代文学館資料叢書（1999）ISBN 9784891779740、（遺品の毛筆原稿を成瀬正勝らが整理したもの）

### 文学全集ほか
- 『女学雑誌・文学界集』、筑摩書房 明治文学全集32（1973）
  - 「人生の別離」「老子を読む」「侠客論」「文覚上人の本領」「徒然草に兼行を聞く」「紅閨の燈火」「菅笠売り」「桂のしづく」「阿仏尼」「茶祖利休居士」「対茶寂話」「狂僧、志道軒」「骨堂に有限を観ず」「飄蕩児を愍みて柳里恭を喚ぶ」「こよひの柳蔭」
- 『透谷君の思ひ出』、『日本文学研究資料刊行会編「北村透谷」、有精堂出版 日本文学研究資料叢書（1972）』中の一篇
- 『北村透谷集 附文学界派』、講談社 日本現代文学全集9（1965）
  - 阿仏尼」「狂僧・志道軒」「嫖蕩児を愍みて柳里恭を喚ぶ」「清少納言のほこり」「文覚上人の恋想」「熊に喰われた男」「北村君の奇矯」